# Волчков, Гавриил Павлович
Гавриил Павлович Волчков (24 марта 1905, Балашов, Саратовская губерния — неизвестно) — советский военный деятель, Полковник (1942 год).

## Начальная биография
Гавриил Павлович Волчков родился 24 марта 1905 года в Балашове ныне Саратовской области.

## Военная служба

### Довоенное время
В декабре 1927 года был призван в ряды РККА и направлен красноармейцем 95-й стрелковый полк (32-я стрелковая дивизия, Приволжский военный округ). В сентябре 1928 года был направлен на учёбу в Киевскую пехотную школу, по окончании которой в сентябре 1929 года был назначен на должность командира взвода 288-го стрелкового полка (96-я стрелковая дивизия, Украинский военный округ), в октябре 1931 года — на должность командира взвода, а затем — на должность начальника 1012-го Управления начальника работ 52-го укрепленного района (Украинский военный округ).
С марта 1935 года служил в 289-м стрелковом полку (97-я стрелковая дивизия, Киевский военный округ) на должностях командира стрелковой роты, командира пулемётной роты и начальника штаба полка.
В ноябре 1938 года был направлен на учёбу в Военную академию имени М. В. Фрунзе.

### Великая Отечественная война
В июле 1941 года капитан Гавриил Павлович Волчков был назначен на должность начальника 1-го отделения штаба 242-й стрелковой дивизии (30-я армия, Западный фронт), а в октябре 1941 года — на должность начальника штаба 356-й стрелковой дивизии, которая принимала участие в ходе освобождения города Белёв и наступлении на город Волхов.
В июне 1943 года Волчков был направлен на учёбу на ускоренный курс при Высшей военной академии имени К. Е. Ворошилова, который закончил в октябре 1943 года, после чего был назначен на должность начальника штаба 102-го стрелкового корпуса. С 10 октября 1943 по 29 января 1944 года полковник Гавриил Павлович Волчков временно исполнял должность командира этого корпуса. До декабря 1943 года корпус находился на формировании в Аткарске (Приволжский военный округ) и в январе 1944 года был включён в состав 47-й армии. С апреля 1944 года корпус принимал участие в ходе Львовско-Сандомирской, Сандомирско-Силезской, Нижнесилезской, Берлинской и Пражской наступательных операций и отличился в освобождении городов Дубно, Броды, Перемышль, Штайнау, захвате и удержании сандомирского плацдарма, а также в форсировании рек Одер и Нейсе. В июле 1944 года решением командующего 1-м Украинским фронтом полковник Гавриил Павлович Волчков был отстранён от должности начальника штаба, однако через 25 дней был восстановлен в должности.

### Послевоенная карьера
После войны Волчков находился на прежней должности.
В июле 1946 года был назначен на должность начальника штаба 25-й механизированной дивизии (Прикарпатский военный округ), в апреле 1947 года — на должность начальника оперативного отдела штаба 35-го гвардейского стрелкового корпуса (Прикарпатский военный округ), а в ноябре 1950 года — на должность старшего преподавателя общевойсковых дисциплин военной кафедры Черновицкого государственного университета.
Полковник Гавриил Павлович Волчков в феврале 1953 года вышел в запас.

## Награды
- Орден Ленина (20.04.1953)[1];
- Два ордена Красного Знамени;
- Орден Кутузова 2 степени;
- Орден Отечественной войны 2 степени;
- Два ордена Красной Звезды;
- Медали.